# Jón Þorláksson (Politiker)

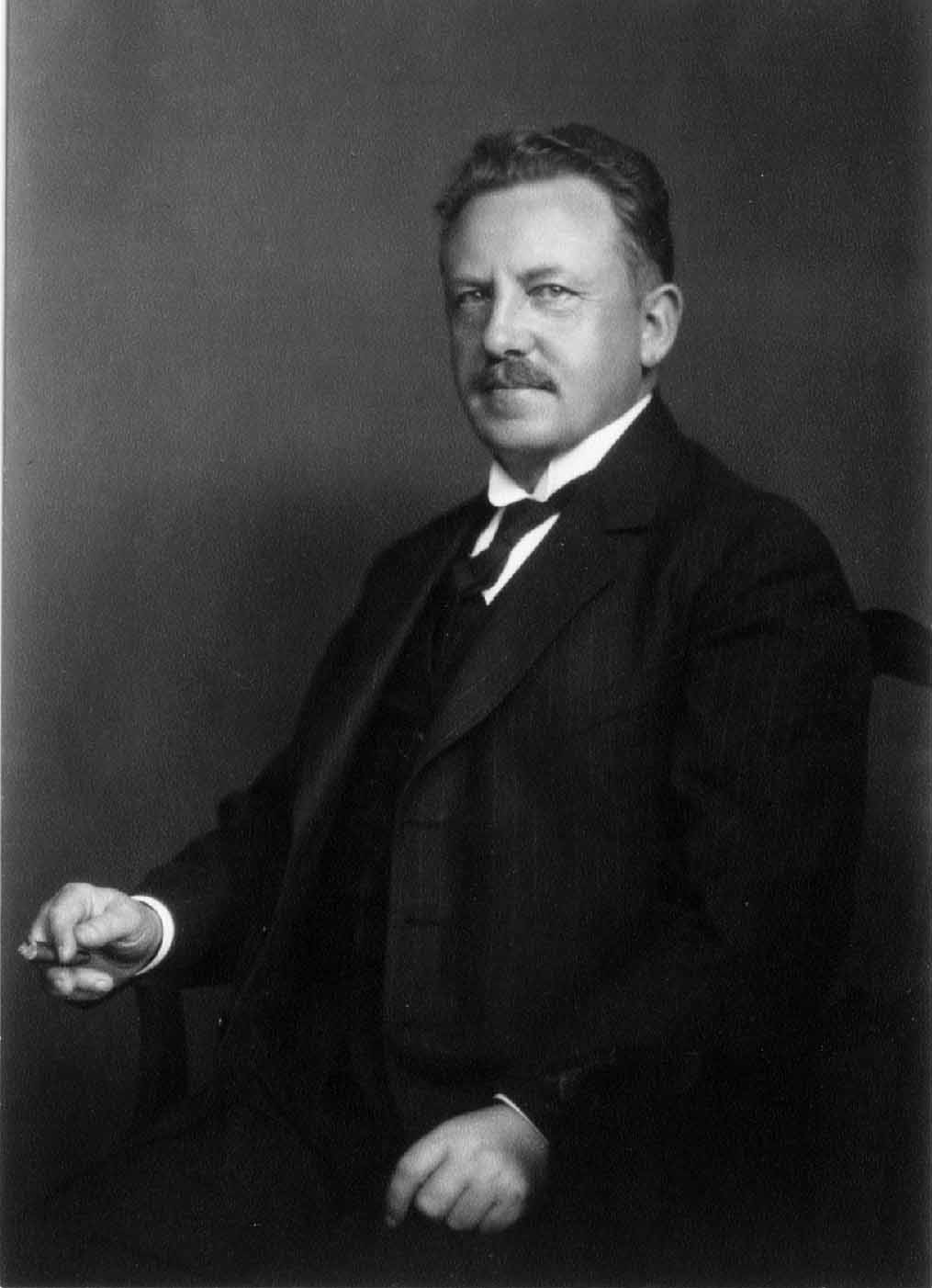
Jón Þorláksson (um 1926)

Jón Þorláksson (* 3. März 1877 in Vesturhópshólar Vestur-Húnavatnssýsla; † 20. März 1935 in Reykjavík) war ein isländischer Politiker der Konservativen Partei (Íhaldsflokkurinn) sowie der daraus entstandenen Unabhängigkeitspartei (Sjálfstæðisflokkur) und Premierminister von Island.

## Biografie

### Studium, berufliche Laufbahn und Aufstieg zum Finanzminister
Jón Þorláksson entstammte einer Bauernfamilie aus Vesturhópshólar in Húnavatnssýsla im Nordwesten Islands, der ebenso wie seine beiden Schwestern und sein Bruder sehr begabt waren. Seine Schwester Björg Þorláksdóttir war 1926 die erste Isländerin die einen Doktortitel erhielt, der ihr von der Sorbonne verliehen wurde.
Jón selbst erwarb seine Hochschulzugangsberechtigung (Stúdentspróf) 1897 am Menntaskólinn í Reykjavík, dem ältesten Gymnasium Islands, als Klassenbester und mit der höchsten jemals dort erzielten Durchschnittsnote. Im Anschluss daran absolvierte er ein Studium des Bauingenieurwesen an der Polytechnischen Schule von Kopenhagen, das er 1903 abschloss. Nach seiner Rückkehr wurde er 1905 zum Obersten Ingenieur Islands berufen und beaufsichtigte als solcher bis 1917 den Bau von Straßen und Brücken und setzte sich für den Bau von Wasserkraftwerken und die Benutzung reichlich vorhandenen Geysire zur Beheizung von Wohngebäuden. 1917 verließ er den öffentlichen Dienst und begründete zum einen ein Unternehmen für den Import von Baumaterialien, war aber zum anderen als unabhängiger Ingenieur für mehrere Bauvorhaben tätig.
Seine politische Laufbahn begann Jón 1921 mit der Wahl zum Abgeordneten des Althing auf einer Liste, die einen Gegenpol zur zuvor gegründeten Sozialistischen Partei bildete. Bald darauf wurde er, der mehr respektiert als populär war, Führer der konservativen und liberalen Abgeordneten des Parlaments. Daraus entstand 1924 die Konservative Partei (Íhaldsflokkurinn), deren Vorsitzender er wurde. Am 22. März 1924 wurde er von Premierminister Jón Magnússon zum Finanzminister (Fjármálaráðherra) in dessen bis zum 8. Juli 1926 amtierenden Kabinett berufen. In dieser Zeit stieg 1925 der Wechselkurs der isländischen Krone weit mehr als der von Schatzkanzler Winston Churchill eingeleitete Umtauschkurs (Goldstandard) des britischen Pfund.

### Premierminister 1926–1927 und politische Ideen
Nach dem plötzlichen Tod von Premierminister Jón Magnússon am 23. Juni 1926 wurde er dessen Nachfolger als Premierminister von Island und behielt zugleich das Amt des Finanzministers in einem Kabinett, das neben ihm nur aus Industrie- und Justizminister Magnús Guðmundsson bestand. Nach der Wahlniederlage der Konservativen Partei bei den Althingwahlen 1927 löste ihn Tryggvi Þórhallsson von der Fortschrittspartei ab. Jón selbst wurde Oppositionsführer im Parlament und wurde nach der aus dem Zusammenschluss der Konservativen Partei und der kleineren Liberalen Partei entstandenen Unabhängigkeitspartei (Sjálfstæðisflokkur) 1929 deren erster Vorsitzender.
Von 1932 bis zu seinem Tod war er auch Bürgermeister von Reykjavík. Aufgrund seiner angegriffenen Gesundheit trat er 1934 als Vorsitzender der Unabhängigkeitspartei zurück und wurde als solcher sein bisheriger Stellvertreter Ólafur Thors.

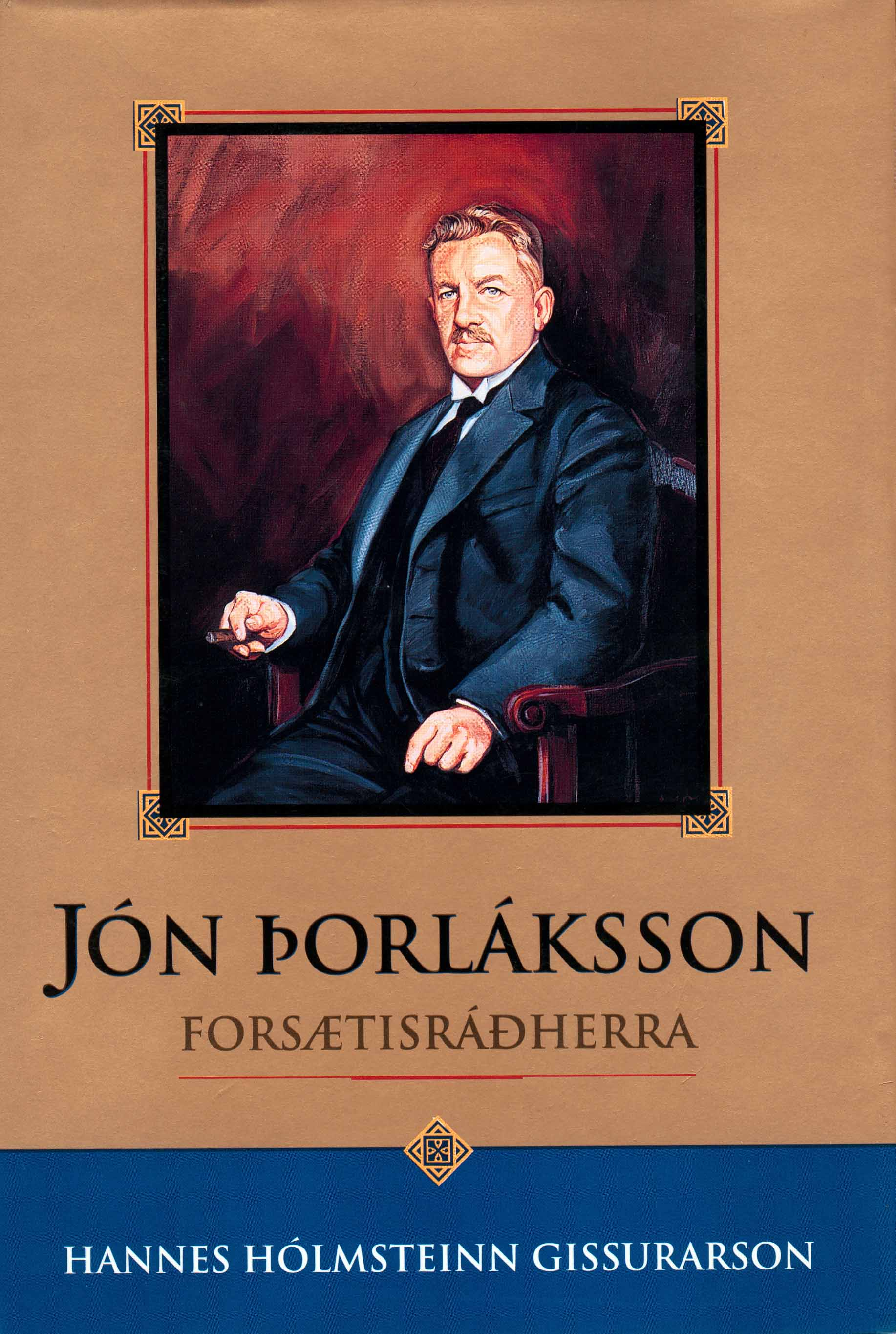
Titelseite von Gissurarsons Biografie

Als Premierminister sowie als Oppositionsführer vertrat er klassische liberale Ideen, die er in wirtschaftspolitischen Fragen im Wesentlichen auf den Gedanken des bekannten schwedischen Professor für Volkswirtschaft Gustav Cassel begründete. In einem Magazinartikel von 1926 unterschied er dabei zwischen konservativen und radikalen Ideen auf der einen sowie libertanischen und autoritaristischen Gedanken auf der anderen Seite. Er vertrat die Ansicht, dass diese beiden Arten von Meinungen in allen vier Kombinationen bestehen könnten, weswegen die linksgerichteten oder sozialistischen Parteien zum Beispiel sowohl radikal als auch authoritaristisch seien, während andererseits auch Libertaner zuweilen radidal sein müssten. Allerdings sollten sie zur damaligen Zeit nach seiner Ansicht konservativ sein, weil ihre wesentliche Aufgabe die Bewahrung der Freiheit aufgrund der im 18. Jahrhundert und 19. Jahrhundert gewonnenen Kämpfe und die Verteidigung dieser Freiheit gegen den Sozialismus sei. Aus diesem Grund bezeichnete er selbst sich als konservativen Libertaner. In einer Rede vor der Hauptversammlung der Konservativen Partei zeigte er 1929 kurz, aber deutlich auf, dass die klassisch liberalen Ideen von Menschen durch das Herausarbeiten eigener persönlicher Interessen in einer konkurrierenden Umwelt unbeabsichtigt dem Interesse der Allgemeinheit diene. Daneben forderte er mit Nachdruck den Freihandel und eine begrenzte Regierung. In der Öffentlichkeit forderte er daher auch die Privatisierung von zwei in Staatseigentum befindlichen Handelsbanken. Während der unmittelbar darauf begonnenen Weltwirtschaftskrise von 1929 sowie später während des Zweiten Weltkrieges folgte die Unabhängigkeitspartei jedoch nicht seinen politischen Vorstellungen. Erst Davíð Oddsson, Islands Premierminister zwischen 1991 und 2004, berief sich wieder auf Jón Þorlákssons intellektuelles Erbe hinsichtlich Privatisierung, Liberalisierung und Stabilisierung der isländischen Wirtschaft.

## Veröffentlichungen
- "Brændselsproblemet på Island", 1929